# Johanna II av Neapel
Johanna II av Neapel, född 25 juni 1373 i Zadar, död 2 februari 1435 i Neapel, var en neapolitansk monark (drottning). Hon använde även titlarna drottning av Jerusalem, Sicilien och Ungern, på grund av sin familjs anspråk på arvsrätten till dessa troner. 

## Biografi
Johanna var dotter till Karl III av Neapel och Margareta av Durazzo. Hon gifte sig 1401 med hertig Vilhelm av Övre Österrike. Paret fick inga barn. Hon blev änka 1406. Hon efterträdde sin bror Vladislav av Neapel vid dennes död 1414, då han avled utan inomäktenskapliga barn. 
Vid sin tronbestigning utnämnde hon sin älskare, greve Pandolfello Alapo, till sin överhovmästare, och han kom också att utöva ett stort inflytande över regeringen. Johannas andra äktenskap med Jakob av Bourbon ledde till tvist mellan makarna, som ändade med Jakobs fångenskap och landsflykt. Johanna II hade gift sig med Jakob den 10 augusti 1415 för att säkra stöd hos Frankrike. Jakob anlände till Neapel med ett följe franska rådgivare och skulle enligt äktenskapskontraktet få titeln prins av Taranto. När han inte tilldelades titeln, lät Jakob mörda Alapo i en kupp, tvingade Johanna att ge honom titeln kung av Neapel och höll henne fången i hennes våning. Ett upplopp utbröt 1416 i Neapel till Johannas förmån, vilket resulterade i att hon släpptes fri och Jakob tvingades avsäga sig kungatiteln. Johanna tog vid denna tid en ny älskare, Sergianni Caracciolo, som kom att skapa sig ett överväldigande inflytande vid hovet. Tillsammans kunde de förvisa Jakob från Neapel år 1418. 
Johanna II kröntes slutligen officiellt till drottning av Neapel den 28 oktober 1419. Under inflytande av Caracciolo gynnade Johanna ömsevis Ludvig av Anjou och Alfons av Aragonien som tronföljare. Hon kom 1420 i konflikt med påve Martin V, under vilken kungadömet Neapel formellt var en vasallstat, och vilken hon nekade de pengar han behövde för att bygga upp den påvliga armén. Påven stödde då Ludvigs anspråk på Neapel, och denne invaderade Neapel. Johanna lovade då bort positionen som tronarvinge åt Alfons V i utbyte mot hjälp, och han anlände 1421 till Neapel med sin armé. Johanna kom dock i konflikt med Alfons, som 1423 lät fängsla Caracciolo. När Johanna lyckats få honom fri, flydde de till Ludvig, där hon förklarade Alfons avsatt som sin tronarvinge. Alfons tvingades 1424 slutligen lämna Neapel, medan Ludvig blev hennes tronarvinge med titeln hertig av Kalabrien, och fick bosätta sig i detta hertigdöme inom Neapel.   
Johanna II:s återstående regeringstid blev stillsam. Hon lät 1432 döda Caracciolo, vars inflytande vid det laget hade blivit för stort. När Ludvig avled 1434, lät hon utnämna hans bror René till sin tronarvinge. 